# Конвой Йокосука – Трук (28.02.43 – 08.03.43)
Конвой Йокосука — Трук (28.02.43 — 08.03.43) — японський конвой часів Другої світової війни, проведення якого відбувалось у лютому — березні 1943-го.
Пунктом призначення конвою був атол Трук у центральній частині Каролінських островів, де ще до війни створили потужну базу японського ВМФ, з якої до лютого 1944-го провадились операції в цілому ряді архіпелагів. Вихідним пунктом став розташований у Токійській затоці порт Йокосука (саме звідси традиційно вирушала більшість конвоїв на Трук).
До складу конвою увійшли переобладнані легкі крейсери «Бангкок-Мару» та «Сайгон-Мару» (мали на борту бійців 7-го батальйону морської піхоти ВМБ Сасебо, яких виділили для підсилення гарнізону атола Тарава на островах Гілберта) і транспорт «Тойо-Мару». Охорону забезпечували есмінці «Кійонамі» та «Умікадзе».
Загін вирушив з порту 28 лютого 1943-го. Його маршрут пролягав через кілька традиційних районів патрулювання американських підводних човнів, які зазвичай діяли поблизу східного узбережжя Японського архіпелагу, біля островів Огасавара, Маріанських островів (та на підходах до Труку. Втім, цього разу рейс пройшов без інцидентів і 8 березня загін успішно досягнув Труку.
Можливо також відзначити, що 12—17 березня «Бангкок-Мару» та «Сайгон-Мару» успішно доправлять бійців морської піхоти на Тарава, при цьому їх охорону забезпечуватиме все той же «Кійонамі» та інший есмінець «Онамі» (пройшов з Йокосуки на Трук 28 лютого — 5 березня як охорона ескортного авіаносця «Чуйо»).